# Mravica
Mravica (cyr. Мравица) – wieś w Bośni i Hercegowinie, w Republice Serbskiej, w gminie Prnjavor. W 2013 roku liczyła 288 mieszkańców.